# Альдобрандино III д’Эсте

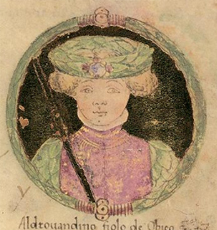
Альдобрандино III д'Эсте

Альдобрандино III д'Эсте (14.09.1335 - 03.11.1361) - итальянский аристократ из рода Д'Эсте, маркиз Феррары и Модены (1352-1361).
Альдобрандино III был сыном Обиццо III д'Эсте и Липпы Ариости. После смерти отца 17-летний принц стал правителем Феррары и Модены.
Он был одним из итальянских сеньоров, поддержавших Карла IV во время его похода на Рим. После коронации императора Альдобрандино и другие правители, выступившие на его стороне, получили немалые привилегии.
Альдобрандино III умер в 1361 году в Ферраре.